# Canal de Sauvage
Le canal de Sauvage est la plus longue des onze dérivations, qui furent établies au XVIIe siècle et XVIIIe siècle sur la Seine, pour améliorer la navigabilité du fleuve entre Troyes et Nogent-sur-Seine.

## Présentation et localisation
Le canal de Sauvage est situé dans le département de la Marne. Il s'étend sur 9 km entre Clesles et Saint-Just-Sauvage. Il réduit de 5 km la distance à parcourir sur la Seine.

## Histoire
En 1655, Hector Boutheroüe de Bourgneuf obtient de Louis XIV par des lettres patentes,, la concession de la navigation de la haute-Seine entre Nogent-sur-Seine et Troyes. Cependant le projet, dirigé par le Maréchal du Plessis, n'aboutit pas. Après de nouvelles lettres patentes en 1676,, l'entreprise nommée « La nouvelle navigation de la Seine » commence les travaux, sous la direction de Artus Gouffier de Roannez. Ils sont aussitôt suspendus à la suite de procès intentés par des habitants de Nogent-sur-Seine et ne reprennent qu'en 1685. La navigation est établie jusqu'à Saint-Mesmin en 1697, puis jusqu'à Troyes en 1700,.Les ayants droit obtiennent la prolongation du privilège pour vingt années par de nouvelles lettres patentes du 16 janvier 1703. Les dommages causés par l'hiver 1709 et le manque d'entretien interrompent la navigation, justifiant en 1720, la révocation des privilèges accordés. En 1727 les droits de navigation sont rendus aux anciens propriétaires qui font quelques réparations, mais en 1746 la navigation avait cessé. En 1760 le sieur Bouquet acquéreur du canal, le fait réparer et rétablit la navigation entre Nogent et Méry. En 1766, il est de nouveau abandonné. La navigation ne fut restaurée jusqu'à Troyes qu'en 1846, par l'ouverture sur un autre tracé, du canal de la Haute-Seine.

## Ouvrages d'art
Le canal comportait à l'origine huit ouvrages de franchissement des chutes de divers types, dont des portes « roulantes en éventail » d'exécution tout à fait nouvelle. Guillaume, Baron Sieur Du Verger, en dressa la liste et la description lors de la visite du canal qu'il effectua en 1721.
| Désignation             | Description                               |
| ----------------------- | ----------------------------------------- |
| Porte à Bazile          | Porte plongeante à fléaux                 |
| Porte de Clesles        | Porte roulante en éventail simple         |
| Porte du Nois           | Porte roulante en éventail simple         |
| Porte de Champmare      | Porte roulante en éventail simple         |
| Porte de Macheret       | Porte roulante en éventail simple         |
| Porte de la petite Isle | Porte roulante en éventail simple         |
| Porte de Saron          | Porte roulante en éventail à deux vantaux |
| Porte de Marcilly       | Pertuis                                   |

### Portes d'écluse en éventail
Six pertuis étaient fermés par des portes « roulantes en éventail »,. Ces portes, inventées par Artus Gouffier de Roannez, constituent une innovation. En effet, par la forme en secteur de cylindre des vantaux, la force résultant de l'action de la pression de l'eau due à la chute passe par l'axe vertical de rotation coïncidant  avec l'axe du cylindre. Cette particularité rend la manœuvre des portes de pertuis, malgré la charge de l'eau, bien plus facile et rapide qu'avec les autres systèmes connus à cette époque. Gilles Filleau des Billettes en fit une description à l'Académie royale des sciences
en 1699. Le principe en sera repris à grande échelle en 1997, lors la réalisation du barrage mobile Maeslantkering aux Pays-Bas.

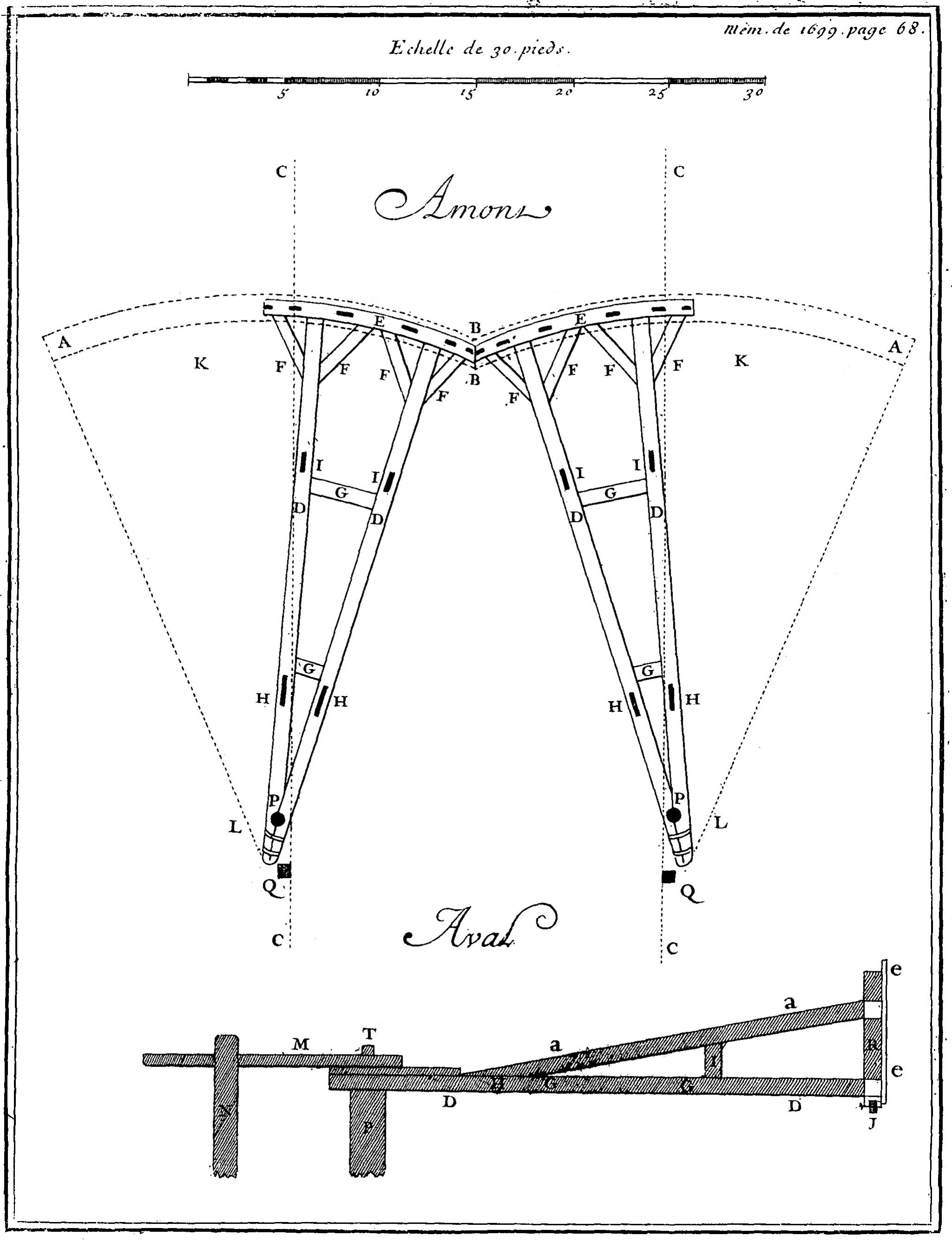
Portes secteur du canal de Sauvage.
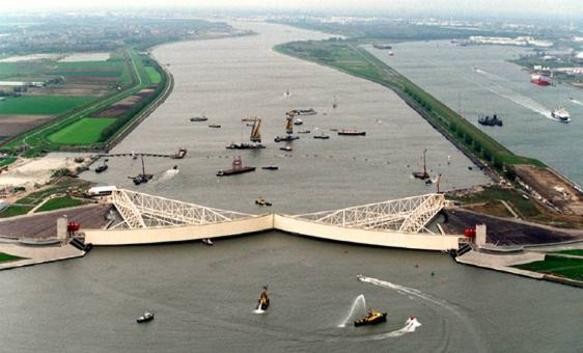
Portes secteur du barrage Maeslantkering.

## Le canal auXXIesiècle
Le seul élément encore visible des ouvrages réalisés au XVIIe siècle sur le canal de Sauvage est le pertuis de Clesles. Le canal est maintenant une propriété privée. Il fait le bonheur des pêcheurs.

Le pertuis de Clesles, vestige d'une écluse sur le canal de Sauvage.
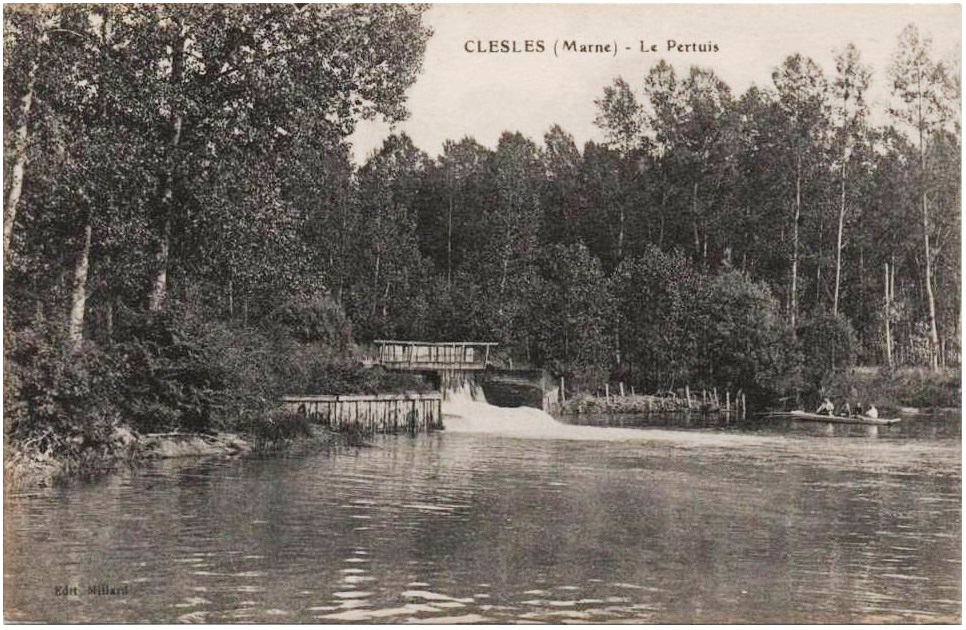
Au début du XXe siècle .
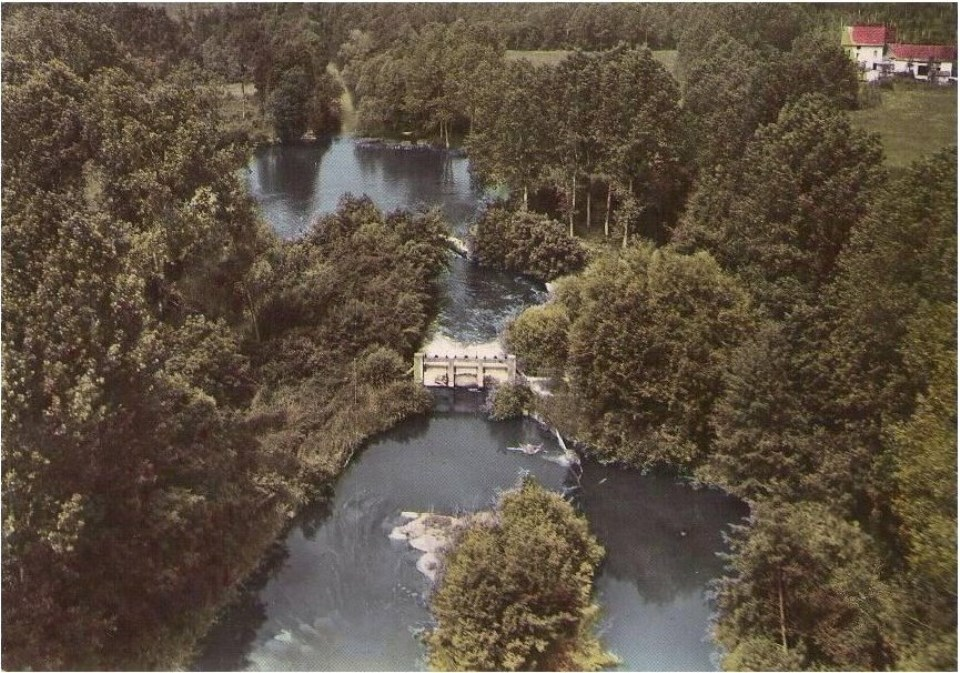
Mi XXe siècle.